# Stavhopp för damer vid olympiska sommarspelen 2016
Damernas stavhopp vid olympiska sommarspelen 2016, i Rio de Janeiro i Brasilien avgjordes den 16-19 augusti på Estádio Olímpico João Havelange.

## Medaljörer
| Spel     | Guld                         | Silver           | Brons                       |
| Stavhopp | Ekaterini Stefanidi Grekland | Sandi Morris USA | Eliza McCartney Nya Zeeland |

## Program
Tider anges i lokal tid, det vill säga BRT (UTC-3).
| Datum                        | Tid   | Omgång |
| ---------------------------- | ----- | ------ |
| Tisdagen den 16 augusti 2016 | 9:45  | Kval   |
| Fredagen den 19 augusti 2016 | 20:30 | Final  |

## Resultat

### Kval
Grupp A
| Pl. | Namn                 | Nationalitet   | 4.15 | 4.30 | 4.45 | 4.55 | 4.60 | Resultat | Noteringar |
| --- | -------------------- | -------------- | ---- | ---- | ---- | ---- | ---- | -------- | ---------- |
| 1   | Ekaterini Stefanidi  | Grekland       | –    | –    | –    | –    | o    | 4.60     | Q          |
| 2   | Holly Bradshaw       | Storbritannien | –    | –    | o    | xo   | o    | 4.60     | Q          |
| 2   | Lisa Ryzih           | Tyskland       | –    | –    | –    | xo   | o    | 4.60     | Q          |
| 4   | Eliza McCartney      | Nya Zeeland    | –    | –    | xxo  | xo   | o    | 4.60     | Q          |
| 5   | Kelsie Ahbe          | Kanada         | –    | o    | o    | o    | –    | 4.55     | q, 0PB0    |
| 5   | Alana Boyd           | Australien     | –    | –    | o    | o    | –    | 4.55     | q          |
| 5   | Sandi Morris         | USA            | –    | –    | o    | o    | –    | 4.55     | q          |
| 8   | Maryna Kylypko       | Ukraina        | o    | o    | o    | xo   | xxx  | 4.55     |            |
| 9   | Michaela Meijer      | Sverige        | –    | o    | o    | xxx  |      | 4.45     |            |
| 10  | Jiřina Ptáčníková    | Tjeckien       | –    | o    | xo   | xxx  |      | 4.45     |            |
| 10  | Lexi Weeks           | USA            | –    | o    | xo   | xxx  |      | 4.45     |            |
| 12  | Angelica Moser       | Schweiz        | xo   | xxo  | xxo  | xxx  |      | 4.45     |            |
| 13  | Wilma Murto          | Finland        | –    | o    | xxx  |      |      | 4.30     |            |
| 14  | Vanessa Boslak       | Frankrike      | o    | xxo  | xxx  |      |      | 4.30     |            |
| 15  | Joana Costa          | Brasilien      | o    | xxx  |      |      |      | 4.15     |            |
| 15  | Femke Pluim          | Nederländerna  | o    | xxx  |      |      |      | 4.15     |            |
| 15  | Maria Leonor Tavares | Portugal       | o    | xxx  |      |      |      | 4.15     |            |
| 18  | Ren Mengqian         | Kina           | xxx  |      |      |      |      | NM       |            |
| 19  | Robeilys Peinado     | Venezuela      |      |      |      |      |      | DNS      |            |

Grupp B
| Pl. | Namn                   | Nationalitet | 4.15 | 4.30 | 4.45 | 4.55 | 4.60 | Resultat | Noteringar |
| --- | ---------------------- | ------------ | ---- | ---- | ---- | ---- | ---- | -------- | ---------- |
| 1   | Jennifer Suhr          | USA          | –    | –    | –    | xo   | o    | 4.60     | Q          |
| 2   | Yarisley Silva         | Kuba         | –    | –    | xo   | xxo  | o    | 4.60     | Q          |
| 3   | Martina Strutz         | Tyskland     | –    | o    | xo   | o    | xo   | 4.60     | Q          |
| 4   | Nicole Büchler         | Schweiz      | –    | –    | o    | o    | –    | 4.55     | q          |
| 4   | Tina Šutej             | Slovenien    | o    | o    | o    | o    | –    | 4.55     | q          |
| 6   | Minna Nikkanen         | Finland      | –    | o    | xo   | o    | xxx  | 4.55     |            |
| 7   | Angelica Bengtsson     | Sverige      | o    | o    | o    | xo   | xxx  | 4.55     |            |
| 8   | Li Ling                | Kina         | –    | o    | xo   | xo   | xxx  | 4.55     |            |
| 9   | Alysha Newman          | Kanada       | –    | o    | o    | xxx  |      | 4.45     |            |
| 10  | Sonia Malavisi         | Italien      | o    | o    | xxo  | xxx  |      | 4.45     |            |
| 10  | Annika Roloff          | Tyskland     | –    | o    | xxo  | xxx  |      | 4.45     |            |
| 12  | Romana Maláčová        | Tjeckien     | o    | o    | xxx  |      |      | 4.30     |            |
| 12  | Marta Onofre           | Portugal     | o    | o    | xxx  |      |      | 4.30     |            |
| 14  | Tori Pena              | Irland       | o    | xo   | xxx  |      |      | 4.30     |            |
| 15  | Annika Newell          | Kanada       | o    | xxx  |      |      |      | 4.15     |            |
| 15  | Diamara Planell        | Puerto Rico  | o    | xxx  |      |      |      | 4.15     |            |
| 17  | Iryna Yakaltsevich     | Belarus      | xxo  | xxx  |      |      |      | 4.15     |            |
| 35  | Fabiana Murer          | Brasilien    | –    | –    | –    | xxx  |      | NM       |            |
| 36  | Nikoleta Kyriakopoulou | Grekland     |      |      |      |      |      | DNS      |            |

### Final
| Pl. | Namn                | Nationalitet   | 4.35 | 4.50 | 4.60 | 4.70 | 4.80 | 4.85 | 4.90 | Resultat | Noteringar |
| --- | ------------------- | -------------- | ---- | ---- | ---- | ---- | ---- | ---- | ---- | -------- | ---------- |
| 1   | Ekaterini Stefanidi | Grekland       | –    | –    | o    | o    | xo   | xo   | xxx  | 4.85     |            |
| 2   | Sandi Morris        | USA            | –    | o    | o    | xo   | xo   | xo   | xxx  | 4.85     |            |
| 3   | Eliza McCartney     | Nya Zeeland    | –    | o    | o    | o    | o    | xxx  |      | 4.80     | 0NR0       |
| 4   | Alana Boyd          | Australien     | –    | o    | o    | xxo  | xo   | xxx  |      | 4.80     |            |
| 5   | Holly Bradshaw      | Storbritannien | –    | o    | xo   | o    | xxx  |      |      | 4.70     | 0SB0       |
| 6   | Nicole Büchler      | Schweiz        | –    | o    | xxo  | o    | x–   | xx   |      | 4.70     |            |
| 7   | Jennifer Suhr       | USA            | –    | –    | xo   | xxx  |      |      |      | 4.60     |            |
| 7   | Yarisley Silva      | Kuba           | –    | o    | xo   | xxx  |      |      |      | 4.60     |            |
| 9   | Martina Strutz      | Tyskland       | o    | o    | xxo  | xxx  |      |      |      | 4.60     |            |
| 10  | Lisa Ryzih          | Tyskland       | –    | o    | –    | xxx  |      |      |      | 4.50     |            |
| 11  | Tina Šutej          | Slovenien      | o    | xo   | xxx  |      |      |      |      | 4.50     |            |
| 12  | Kelsie Ahbe         | Kanada         | xxo  | xxo  | xxx  |      |      |      |      | 4.50     |            |